# キャロライン・コッシー
キャロライン・"チューラ"・コッシー（Caroline "Tula" Cossey、1954年8月31日 - ）は、イギリスのモデル。ノーフォーク・ブルック出身。ジェームズ・ボンド映画に出演し、『PLAYBOY』誌のモデルを務めるなど、世界で最も有名なトランスジェンダーの1人である。イギリスのタブロイド紙「ニュース・オブ・ザ・ワールド」に「性転換者であることを暴露」されて以来、コッシーは法的に男性と結婚し、法的に女性と認められる権利のために闘った。

## 前半生と性転換
キャロライン・コッシーはイングランド・ノーフォークの村ブルックで生まれ、男の子として育てられた。思春期に至っても、コッシーはクラインフェルター症候群として知られる症状のため、いくぶん女性的に見えた。この症候群では大多数が性染色体が典型的な男性よりX染色体が一つ多い「XXY」となっているが、コッシーは「XXXY」であった。コッシーの自伝「My Story」には、自身の女性らしさのために混乱する感情と友人によるいじめに苦しんだ、不幸な幼年時代が綴られている。成長してからのコッシーの最も親しい友人は姉のパムであった。彼らは母親の服で着飾って遊んだ。15歳の時コッシーは正規の学校教育をやめ、衣服店、肉屋の見習いとして働いた。16歳の時にコッシーはノーフォークからロンドンへ移り住み、様々な低賃金の仕事をこなした。
ロンドンに移って間もなく、コッシーは性別適合手術後の女性と友人になり、転機が訪れた。17歳の頃にはコッシーは女性ホルモン投与を開始し、常時女性として生活し、ロンドンのナイトクラブでショーガールの仕事を始めた。初めはショックを受けた彼女の両親も、最終的には彼女を支持した。豊胸手術を受けた後、彼女は性別適合手術 (SRS) の費用を捻出するため、パリのショーガールとして、そしてローマのトップレスダンサーとして働いた。長年の女性ホルモン投与及び精神的カウンセリング、そして法的に名前を変えた後、コッシーは1974年12月31日にロンドンのチャリング・クロス・ホスピタルでSRSを施した。

## モデル業及びタブロイド紙の暴露
手術後、コッシーは危険を冒して女性としてモデルの仕事をこなし、積極的に社会生活にも関わった。彼女は過去を隠して働き、異性とも交際した。1991年にPLAYBOY誌に性生活について尋ねられた時、彼女は「私は少し自由奔放になったのではないかと心配です」と話している。彼女はデス・ライナム (Des Lynam) とのロマンスについてタブロイド紙に語っているが、ライナムは記憶に無いと主張している。コッシーは「チューラ」という名前でモデルとして働いた。彼女はオーストラリア版ヴォーグやハーパース・バザーなどの雑誌に登場し、多方面にわたりグラマーモデルを務めた。1981年にはイギリスのタブロイド新聞「ザ・サン」のページ・スリー・ガールとなり、PLAYBOY誌のグラビアも飾った。
コッシーは1978年にイギリスのクイズ番組『3-2-1』の出演を勝ち取った。間もなくタブロイド紙のジャーナリストが、彼女が性転換者であることを発見し、それを記事にするつもりであると明かしてコッシーに接触してきた。ジャーナリストは彼女の過去を調査し始め、彼女の家族にインタビューしようと試みた。コッシーはプロデューサーに契約を解除するよう説得して、番組から降りることで、これに応じた。結果的にタブロイド紙のジャーナリストはコッシーと彼女の家族に接触することをやめた。この事件の後、コッシーは注目度を減じるために小さな仕事だけを引き受けた。
1981年、コッシーはジェームズ・ボンドシリーズ映画『007 ユア・アイズ・オンリー』のエキストラに配役された。1982年の映画公開の直後、タブロイド紙のニュース・オブ・ザ・ワールドは一面の「James Bond Girl Was a Boy. (ボンドガールはかつてボーイだった。)」という見出しと共に、コッシーが性転換者であることをついに明らかにした。記事は瞬く間に広がり、コッシーは彼女自身の証言によれば、報道により自殺を考えたほど動揺していた。しかし、彼女は結局モデルの仕事を続ける事ができた。この騒動に応えてコッシーは1982年に初の自伝「I Am a Woman」を発表した。

## その後の人生
熱狂が静まった後、コッシーはイタリアの広告会社役員、カウント・グラウコ・ラシーニョと婚約した。彼は彼女の経歴を最初から知った上で交際した初の男性だった。彼はコッシーに性転換者に関するイギリスの法律を変えるように請願することを勧めた。婚約は破局に終ったが法的訴訟手続きは7年間続き、最後にはストラスブールの欧州人権裁判所に持ち込まれた。
1985年にラシーニョと別れた後、彼女はユダヤ人の実業家エリアス・ファタルに出会った。彼は1988年のバレンタインデーに結婚を申し込むまで彼女の経歴を知らなかった。ファタルは事実を知ってもコッシーが恐れたように彼女を拒絶することはせず、ユダヤ教に改宗するかどうかを尋ねただけであった。そして彼女はその通りにした。1989年5月9日に欧州人権裁判所がコッシーを法的に女性と認めるという決定を下した数週間後の5月21日に彼らは結婚した。新婚旅行から戻ると、2人はニュース・オブ・ザ・ワールドが性転換者の結婚について書いている事を知った。事情を知らなかったファタルの家族は怒り、ショックを受けており、数週後には結婚を無効にするよう彼を説得した。1990年9月27日、イギリス政府の再審理の請求を受けて、欧州人権裁判所は判決を覆した。（後に2004年7月1日に成立した「ジェンダー公認法」により、イギリス出身の性転換者は法的にも女性であると宣言された。）コッシーはファタルと共に過ごした4年間離れていた、モデルの仕事に戻った。
1991年、コッシーは自身の性転換の詳細と、不首尾に終った欧州委員会との闘いを綴った2冊目の自伝「My Story」を公表した。彼女はPLAYBOY誌1991年9月号のグラビア「The Transformation Of Tula (チューラの変容)」に、今度は広く認められた性転換者として登場した。
コッシーは1992年にカナダ人のデイヴィッド・フィンチと再婚した。2人はジョージア州アトランタ郊外のケネソーに住んでいる。